# Mazda RX-500
Der Mazda RX-500 war ein Versuchsfahrzeug der japanischen Mazda Motor Corporation, das auf der 17. Tokyo Motor Show im Oktober 1970 vorgestellt wurde und nie in Serie ging.

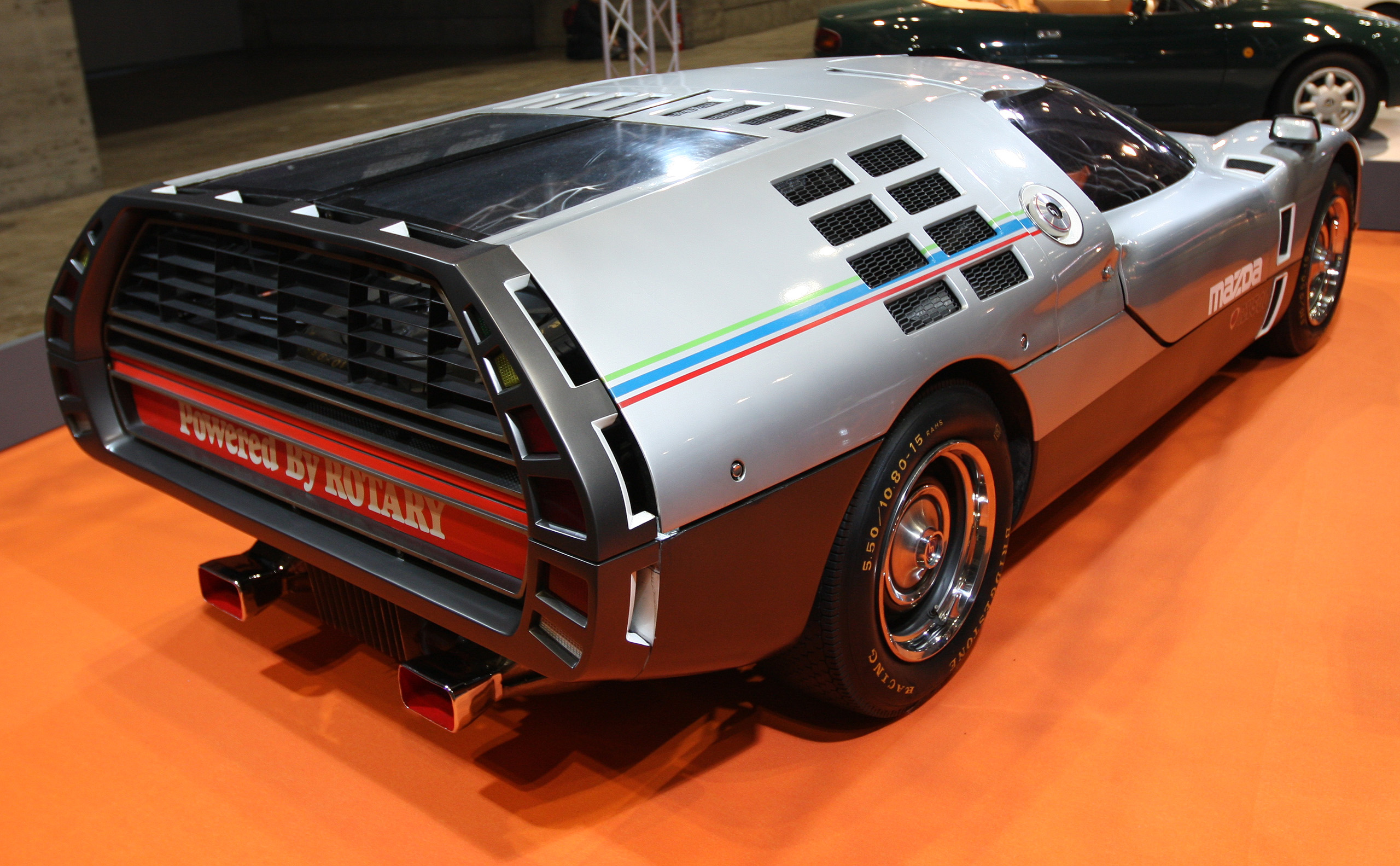
Heckansicht

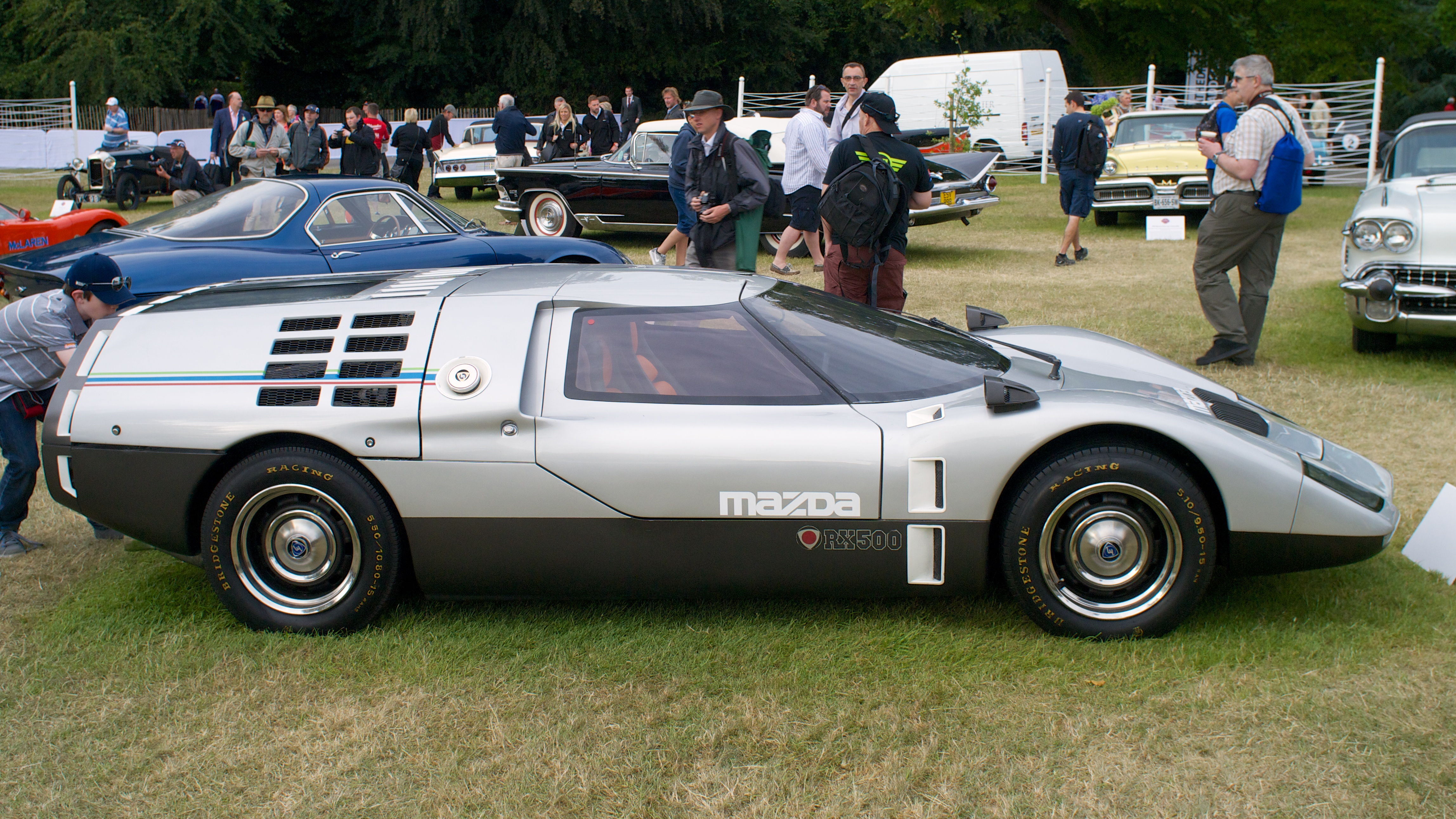
Mazda RX-500 beim Goodwood Festival of Speed 2014

Es handelte sich dabei um einen Mittelmotor-Sportwagen mit 2x491-cm³-Wankelmotor, der 182 kW (247 PS) leistete und den Wagen auf eine Spitzengeschwindigkeit von 233 km/h beschleunigte. Das Fahrzeug wurde von den Forschungs- und Design-Mitarbeitern von Toyo Kogyo, heute Mazda, entwickelt und stellte eine mobile Testumgebung für High-Speed-Sicherheit dar. Die Karosserie des Wagens war aus Kunststoff, das Leergewicht lag unter 600 kg. Darüber hinaus verfügte er über Schmetterlingstüren, eine bis zu den Türen durchgehende Windschutzscheibe ohne A-Säulen und mehrfarbige Lichter am hinteren Ende des Wagens, die anzeigten, ob das Auto beschleunigt (grün), bremst (rot) oder mit einer konstanten Geschwindigkeit fährt (gelb).
Seine überdurchschnittliche Bekanntheit verdankt das Fahrzeug der Firma Lesney Products & Co. Ltd., die unter der Marke Matchbox den RX-500 über ein Jahrzehnt lang in mehreren Spielzeugauto-Kollektionen führte. Mazda stellte bei der Tokyo Motor Show 2009 ein restauriertes Modell des RX-500 aus, das auch 2014 beim Goodwood Festival of Speed zu sehen war.